# Christophe Giovaninetti
Pour les articles homonymes, voir Giovaninetti.
 (mars 2024).
Si vous disposez d'ouvrages ou d'articles de référence ou si vous connaissez des sites web de qualité traitant du thème abordé ici, merci de compléter l'article en donnant les références utiles à sa vérifiabilité et en les liant à la section « Notes et références ».
 (mars 2024).
L'article doit être relu — et modifié si nécessaire — par des contributeurs indépendants pour apporter un regard critique aux contributions effectuées en violation des conditions d'utilisation de Wikipédia, tant sur la forme (notamment concernant le style encyclopédique, la proportionnalité) que sur le fond (la neutralité de point de vue, la qualité et l'indépendance des sources).
 (mars 2024).
La mise en forme du texte ne suit pas les recommandations de Wikipédia : il faut le « wikifier ».
Les points d'amélioration suivants sont les cas les plus fréquents :
- Les titres sont pré-formatés par le logiciel. Ils ne sont ni en capitales, ni en gras.
- Le texte ne doit pas être écrit en capitales (les noms de famille non plus), ni en gras, ni en italique, ni en « petit »…
- Le gras n'est utilisé que pour surligner le titre de l'article dans l'introduction, une seule fois.
- L'italique est rarement utilisé : mots en langue étrangère, titres d'œuvres, noms de bateaux, etc.
- Les citations ne sont pas en italique mais en corps de texte normal. Elles sont entourées par des guillemets français : « et ».
- Les listes à puces sont à éviter, des paragraphes rédigés étant largement préférés. Les tableaux sont à réserver à la présentation de données structurées (résultats, etc.).
- Les appels de note de bas de page (petits chiffres en exposant, introduits par l'outil «  Source ») sont à placer entre la fin de phrase et le point final[comme ça].
- Les liens internes (vers d'autres articles de Wikipédia) sont à choisir avec parcimonie. Créez des liens vers des articles approfondissant le sujet. Les termes génériques sans rapport avec le sujet sont à éviter, ainsi que les répétitions de liens vers un même terme.
- Les liens externes sont à placer uniquement dans une section « Liens externes », à la fin de l'article. Ces liens sont à choisir avec parcimonie suivant les règles définies. Si un lien sert de source à l'article, son insertion dans le texte est à faire par les notes de bas de page.
- La présentation des références doit suivre les conventions bibliographiques. Il est recommandé d'utiliser les modèles {{Ouvrage}}, {{Chapitre}}, {{Article}}, {{Lien web}} et/ou {{Bibliographie}}. Le mode d'édition visuel peut mettre en forme automatiquement les références.
- Insérer une infobox (cadre d'informations à droite) n'est pas obligatoire pour parachever la mise en page.

Pour une aide détaillée, merci de consulter Aide:Wikification.
Si vous pensez que ces points ont été résolus, vous pouvez retirer ce bandeau et améliorer la mise en forme d'un autre article.
Christophe Giovaninetti, né en 1959 à Amiens, est un violoniste français.

## Biographie
Fils de Reynald Giovaninetti, chef d'orchestre et directeur de l'Opéra de Marseille, Christophe Giovaninetti débute l'apprentissage du violon à l'âge de neuf ans. Il fait une formation musicale au Conservatoire national de Bucarest en Roumanie, en Allemagne, où il suit l’enseignement du Quatuor Amadeus à Cologne, puis en France,. Yehudi Menuhin aurait dit de lui : « Je dois à cet ange musicien l’une des plus pures émotions musicales de ma vie. ».
En 1984, aux côtés de ses condisciples du Conservatoire de Paris Romano Tommasini, Miguel da Silva et Carlos Dourthe, il fonde le Quatuor à cordes Ysaÿe, où Christophe Giovaninetti est premier violon. Il quitte la formation pour créer, en 1995, le Quatuor à cordes Elysée avec Sullimann Altmayer, Adeliya Chamrina et Igor Kiritchenko. Il fonde également l'ensemble Zik avec quatre musiciens, Frank Braley (piano), Marc Desmons (alto), Michel Poulet (violoncelle) et Francis Touchard (clarinette).
En parallèle de son activité de concertiste, il est professeur au Conservatoire National Supérieur de Musique et de Danse de Paris.
Il est le frère de l'acteur Arnaud Giovaninetti.

## Compositions
Christophe Giovaninetti partage ses compositions pour la première fois en 2024 sur le disque Six Pieces for Violins en compagnie de Sarah Nemtanu, Deborah Nemtanu et Yibin Li. Les six pièces pour violons, composées sur une période de dix ans, explorent un langage minimaliste et répétitif et s’inspirent de thèmes tirés des œuvres de Bach, Vivaldi, Paganini et Bruckner.

## Discographie
En dehors de ses disques classiques, Christophe Giovaninetti enregistre également des arrangements au violon pour des artistes pop comme Francis Lalanne, Arthur H, Jean-Pierre Como, etc.

### Avec le Quatuor Ysaÿe
- Disque Mozart, avec Hatto Beyerle, Harmonia Mundi, 1989
- Disque Ravel / Debussy, Decca, 1991
- Trois disques Mendelssohn (intégrale des quatuors à cordes), Decca, 1993 et 1994
- Trois disques Mozart (Quatuors dédiés à Haydn), Decca, 1994 et 1995
- Concert pour piano, violon et quatuor à cordes de Chausson, Decca, 1995

### Avec le Quatuor Élysée
- Disque Haydn / Webern, Zig Zag Territoires, 2002
- 60 Loops de Pierre Jodlowski, Éole, 2011
- Quatuor n° 5 de Lucien Guérinel, Triton, 2015

### Autres
- Sonate pour violon et piano d'Armando José Fernandes (pt), avec Bruno Belthoise, Coriolan, 2002
- Disque Debussy / Pierné / Fauré, avec Izumiko Aoyagi, Continuo, 2013
- Disque Enesco / Ysaÿe, avec Florin Paul et Dana Paul Giovaninetti, Continuo, 2015
- Disque Ermend-Bonnal, avec Vincent Grappy, Hortus, 2016
- Sonates pour violon et piano de Brahms, avec Michaël Levinas, Continuo, 2020
- Disque Taneïev / Prokofiev, avec Yiblin Li, Pierre-Henri Xuereb et Philippe Muller, Continuo, 2022
- Sonate pour viole d'amour et violon de Carl Stamitz, avec Pierre-Henri Xuereb, Continuo, 2023